# حسین گنجینه
حسین کلاقیچی گنجینه (۱۲۹۶، گنجه - ۳۱ فروردین ۱۳۹۰، تهران) معروف به حسین گنجینه بنیان‌گذار چاپ سیلک اسکرین و باتیک یا چاپ کَلاقه‌ای در ایران بود.
وی بنیان‌گذار و پدر چاپ باتیک (نوعی تکنیک چاپ روی پارچه) و همچنین چاپ سیلک اسکرین در ایران شناخته می‌شود. او عضو پیوسته فرهنگستان هنر، سازمان میراث فرهنگی، وزارت فرهنگ و ارشاد اسلامی بود و نزدیک به ۴ دهه در دانشگاه‌های تهران، الزهرا، سوره، جهاد دانشگاهی و دیگر مراکز آموزش عالی تدریس کرد. وی برای توسعه چاپ‌های دستی در ایران زحمات بسیاری متحمل شد و عمری را صرف پژوهش و آموزش در این زمینه کرد. او با برگزاری کارگاه‌های تولیدی و آموزشی در بسیاری از شهرهای ایران و دیگر کشورها، هنرش را نه تنها به مردم ایران، بلکه به سراسر دنیا عرضه نمود.

## زندگی
حسین کلاقیچی گنجینه در سال ۱۲۹۶ در شهر گنجه (جمهوری آذربایجان) متولد شد. پدر او حاج علی‌اکبر اهل تبریز و مادرش از اهالی اسکو بود. حاج علی‌اکبر با نام تقی‌زاده مدتی در گنجه کارخانه‌ای برای رنگرزی و چاپ پارچه داشت و زمانی که حسین ۴ ساله بود به تبریز بازگشت و نام فامیلش را از تقی‌زاده به کلاقیچی گنجینه تغییر داد.
حسین گنجینه در جوانی چاپ «باتیک» را در سال ۱۳۰۸ در تبریز پایه‌گذاری کرد و از سال ۱۳۱۰ تا ۱۳۲۴ مسئولیت کارخانه چاپ باتیک را در این شهر به‌عهده داشت.
او با دخترخاله‌اش که متولد روسیه بود ازدواج کرد که حاصل آن ۷ فرزند بود.
در سال ۱۳۲۵ به تهران آمد و در سال ۱۳۲۸ با همکاری مهندس صادقی و عمویش برای اولین بار در ایران کارگاه چاپ سیلک دایر کرد. بیشتر کار این کارگاه وسیع، چاپ تابلوهای تبلیغاتی برای فروشگاه‌ها و داروخانه‌ها بود که روی ورق فلزی چاپ می‌شد. بعدها علاوه بر فلز، روی شیشه، گونی و فیلم هم چاپ می‌کردند.
حسین گنجینه در سال ۱۳۳۴ وارد وزارت فرهنگ و هنر (وزارت فرهنگ و ارشاد اسلامی فعلی) شد تا کارگاه چاپ سیلک را در آن اداره برپا کند. از آن زمان فعالانه در زمینه چاپ سیلک و چاپ باتیک حضور داشت.
سپس به دعوت وزارت فرهنگ و هنر اولین پوستر نمایشگاهی به روش سیلک اسکرین را برای نمایشگاه کشاورزی ایران که در میدان جلالیه (پارک لاله کنونی) برگزار شد، چاپ کرد. از آن پس پوسترهای متعددی برای تئاتر، کنسرت، نمایشگاه‌ها و بی‌ینال‌ها مختلف به چاپ رساند.
در سال ۱۳۴۸ به دعوت رسمی دانشگاه تهران از وزارت فرهنگ و هنر برای تدریس چاپ سیلک در گروه تجسمی دانشکده هنرهای زیبا به آنجا رفت و مقدمات تجهیز کارگاه‌ها را فراهم کرد و در سال ۱۳۴۹ اولین واحد درسی آموزش سیلک اسکرین ارائه شد. از این سال به بعد او در مراکز آموزش عالی تهران و دیگر استان‌ها به‌ویژه در دانشکده هنرهای زیبا دانشگاه تهران به تدریس این رشته پرداخت و بسیاری از شاگردهای او اکنون هنرمندان صاحب‌نام و استادان معتبری هستند.
حسین گنجینه در سال ۱۳۵۴ بازنشسته شد اما تا سال‌ها بعد و در مجموع نزدیک به ۴ دهه به تدریس این رشته در دانشگاه تهران و سایر مراکز آموزش عالی ادامه داد.
گنجینه در ۲۴ اردیبهشت ۱۳۷۰ از سوی وزارت فرهنگ و ارشاد اسلامی نشان درجه یک هنری دریافت کرد و از سوی وزارت فرهنگ و آموزش عالی نیز در ۶ آبان سال ۱۳۷۷ مفتخر به دریافت نشان درجه یک شد.
از او دو کتاب منتشر شده‌است: «هنر چاپ باتیک» و «چاپ سیلک» که در این کتاب ۳۰ تکنیک سیلک اسکرین آموزش داده شده و تاریخ این چاپ در بسیاری از کشورها آمده‌است.
وی چهار سال در بستر بیماری بود تا این که در ساعت ۶ صبح ۳۱ فروردین ۱۳۹۰ در سن ۹۴ سالگی چشم از جهان فروبست.